# The Legend of Zelda: Hyrule Historia
The Legend of Zelda: Hyrule Historia (ハイラル・ヒストリア ゼルダの伝説 大全 Hairaru Hisutoria Zeruda no Densetsu?) es un libro creado por Nintendo sobre la historia de la serie de videojuegos The Legend of Zelda, siendo la primera publicación donde se da a conocer de manera oficial la historia completa de Hyrule, así como la cronología completa y detallada de esta serie. Fue lanzado originalmente en Japón el 21 de diciembre de 2011 por la editorial Shogakukan, coincidiendo con el 25 aniversario de esta franquicia. La edición en español salió a la venta el 15 de noviembre de 2013 y fue publicada por Norma Editorial.

## Contenido

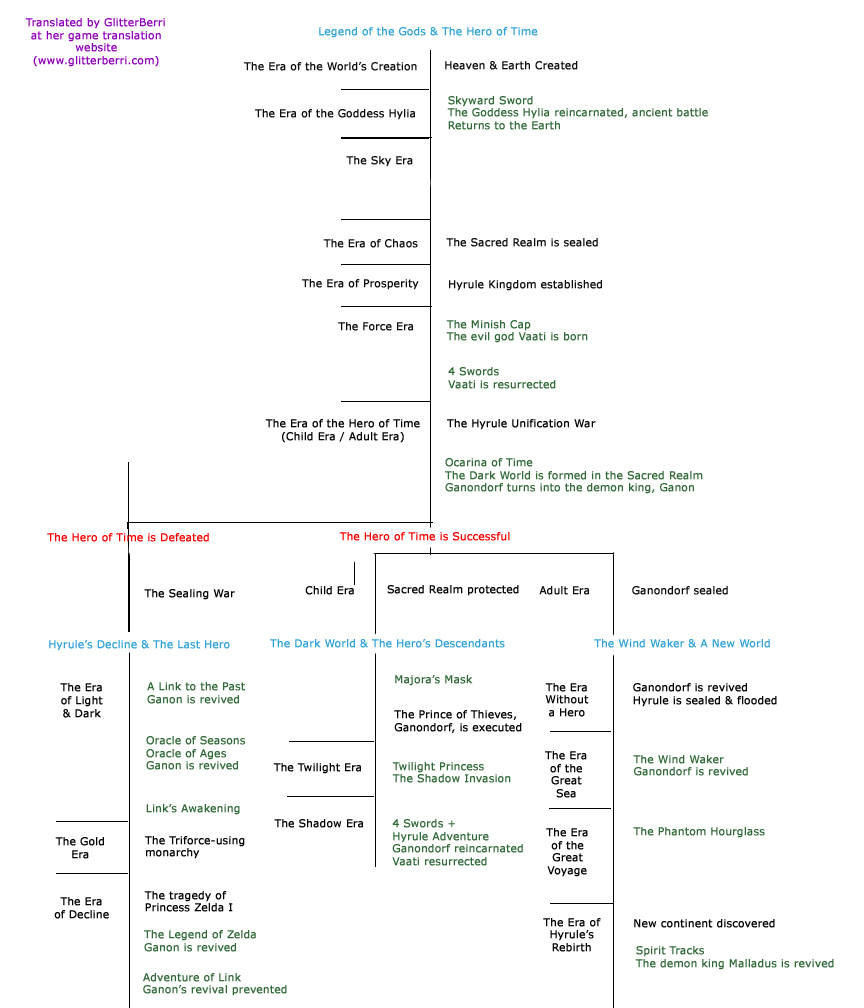
Cronología oficial establecida en Hyrule Historia.

The Legend of Zelda: Hyrule Historia incluye tres secciones principales: «La leyenda comienza: El mundo de Skyward Sword», «La historia de Hyrule: Cronología», y «Huellas creativas: Documentando 25 años de ilustraciones». Además, se incluye un prólogo escrito por el creador de esta serie Shigeru Miyamoto. También contiene al final del libro un manga, escrito por Akira Himekawa.

### La leyenda comienza: El mundo deSkyward Sword
La primera sección se enfoca en el mundo de The Legend of Zelda: Skyward Sword debido a que el lanzamiento del libro coincidió con este título en Japón. Esta sección explora el proceso de desarrollo de este videojuego, incluyendo ilustraciones y comentarios.

### La historia de Hyrule: Cronología
En esta sección se establece la cronología oficial de los eventos que toman lugar dentro de la serie. La cronología de la serie The Legend of Zelda fue sujeta a numerosos debates y especulaciones por parte de los fanáticos de esta franquicia, hasta que fue oficialmente establecida dentro del libro. La cronología está ilustrada con imágenes representativas de cada título.

### Huellas creativas: Documentando 25 años de ilustraciones
La sección final se enfoca en las ilustraciones, describiendo monstruos, así como personajes de la serie, incluyendo imágenes de conceptos e ilustraciones finales. Varias imágenes e ilustraciones no han sido públicas hasta el lanzamiento del libro.

### Diseños artísticos inéditos
Este libro contiene diseños artísticos nunca antes vistos de la saga, además de la historia completa de Hyrule, la cronología oficial de los videojuegos, así como material exclusivo creado por Akira Himekawa.

Este libro incluye  conceptos de arte de los personajes, que muestran como los diseños de personajes evolucionaron a través del tiempo,el arte de cada monstruo que ha sido creado,las portadas de todos los juegos  y el arte de cada Link que ha sido creado.

## Desarrollo
El productor de los últimos títulos de la serie de Zelda, Eiji Aonuma, comentó que el equipo de producción investigó minuciosamente pilas de documentos antiguos para crear la cronología presentada en el libro. Hyrule Historia fue publicado originalmente en japonés con cubierta color café y letras doradas por la editorial Shogakukan Japan el 21 de diciembre de 2011.